# Talmadge
Talmadge és una població dels Estats Units a l'estat de Maine (EUA). Segons el cens del 2000 tenia 70 habitants.

## Demografia
Segons el cens del 2000, Talmadge tenia 70 habitants, 31 habitatges, i 22 famílies. La densitat de població era de 0,7 habitants/km².
Dels 31 habitatges en un 16,1% hi vivien nens de menys de 18 anys, en un 61,3% hi vivien parelles casades, en un 9,7% dones solteres, i en un 29% no eren unitats familiars. En el 25,8% dels habitatges hi vivien persones soles el 3,2% de les quals corresponia a persones de 65 anys o més que vivien soles. El nombre mitjà de persones vivint en cada habitatge era de 2,26 i el nombre mitjà de persones que vivien en cada família era de 2,55.
Per edats la població es repartia de la següent manera: un 18,6% tenia menys de 18 anys, un 2,9% entre 18 i 24, un 20% entre 25 i 44, un 35,7% de 45 a 60 i un 22,9% 65 anys o més.
L'edat mediana era de 52 anys. Per cada 100 dones de 18 o més anys hi havia 119,2 homes.
La renda mediana per habitatge era de 29.583 $ i la renda mediana per família de 29.583 $. Els homes tenien una renda mediana de 0 $ mentre que les dones 21.667 $. La renda per capita de la població era de 16.816 $. Entorn del 23,8% de les famílies i el 22% de la població estaven per davall del llindar de pobresa.